# Špýchar Sudół
Špýchar Sudół, polsky Spichlerz Sudół, Lamus Sudół, Spichrz Sudół nebo Drewniano-murowany spichlerz przy domu nr 27, se nachází ve vesnici a městské části Sudół města Ratiboř (Racibórz) v okrese Ratiboř. Geograficky se nachází v Ratibořské kotlině a ve Slezském vojvodství v jižním Polsku.

## Historie a popis špýcharu
Špýchar Sudół je památkově chráněná historická sýpka obdélníkového půdorysu, která pochází z roku 1821. Je jednou ze dvou dochovaných staveb tohoto typu v Ratiboři. Charakter stavby je na pomezí dřevěné a zděné stavby, kde na cihlových základech a zídce je postavena roubená stavba se střechou pokrytou břidlicí. Od roku 2012 je ve vlastnictví města Ratiboř. V roce 2020 byly provedeny základní renovační práce, které proměnily ruinu v opravenou budovu. Další opravy interiéru a extriéru ještě nebyly v roce 2022 ukončeny.

## Galerie

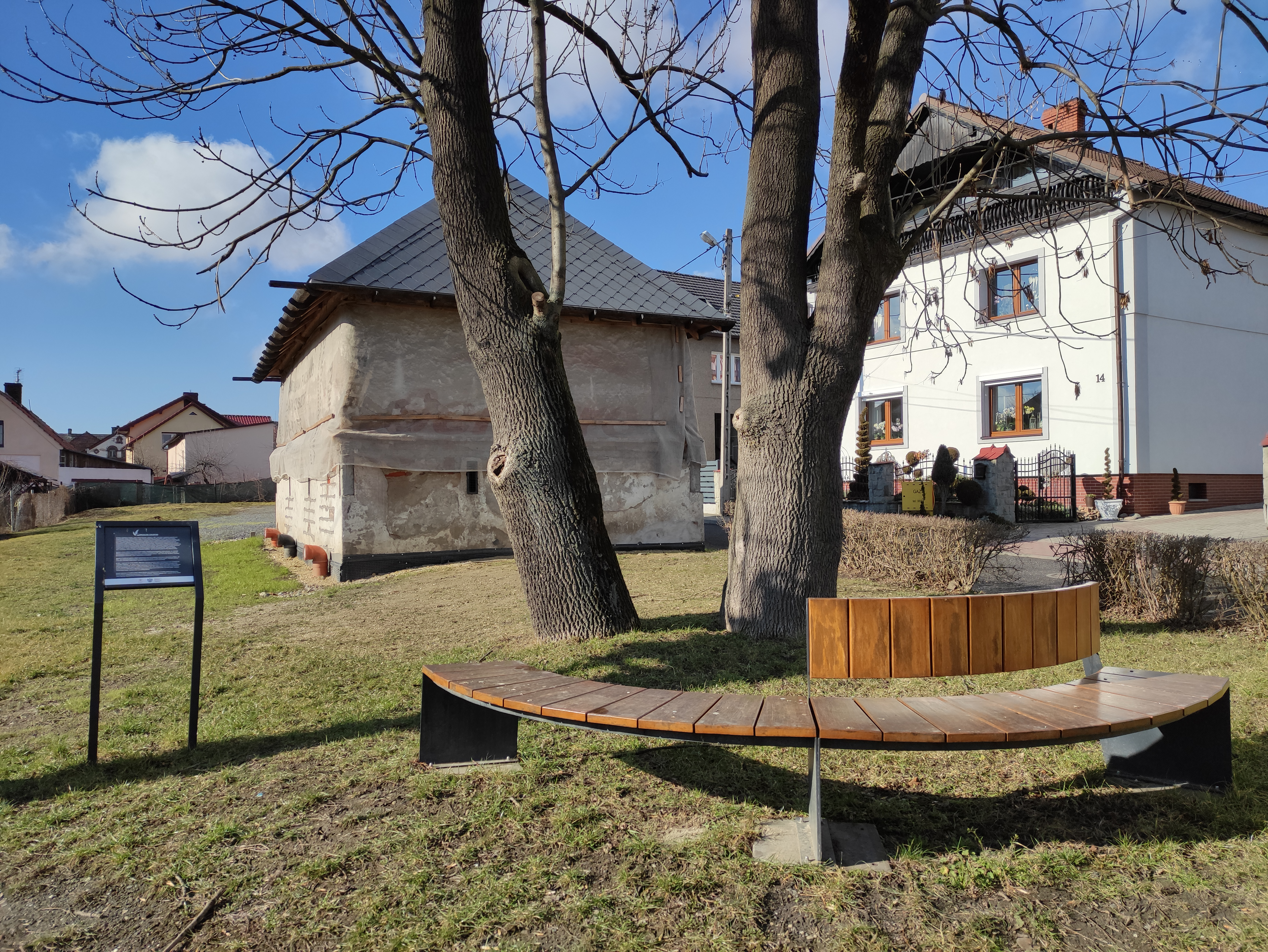
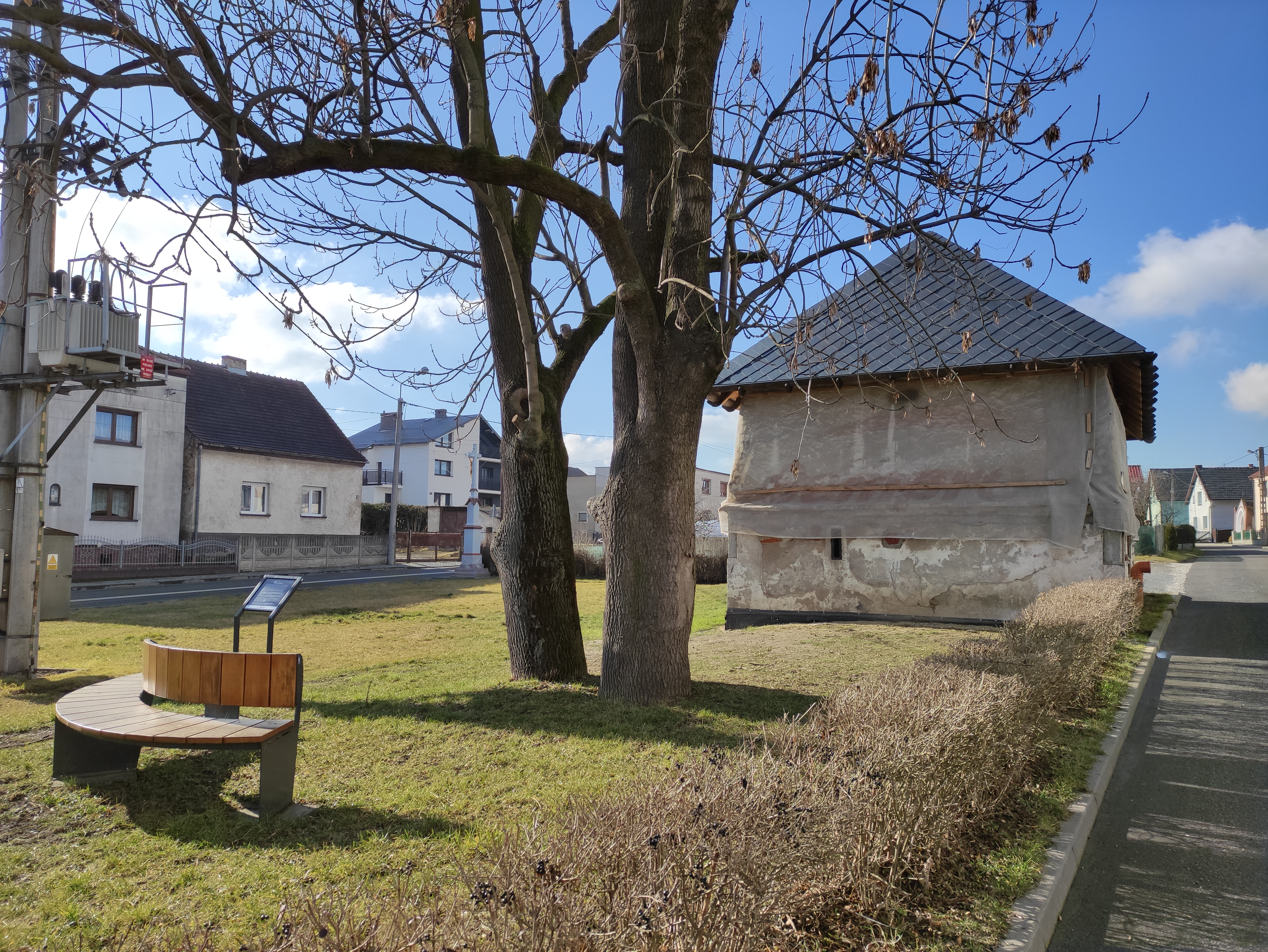
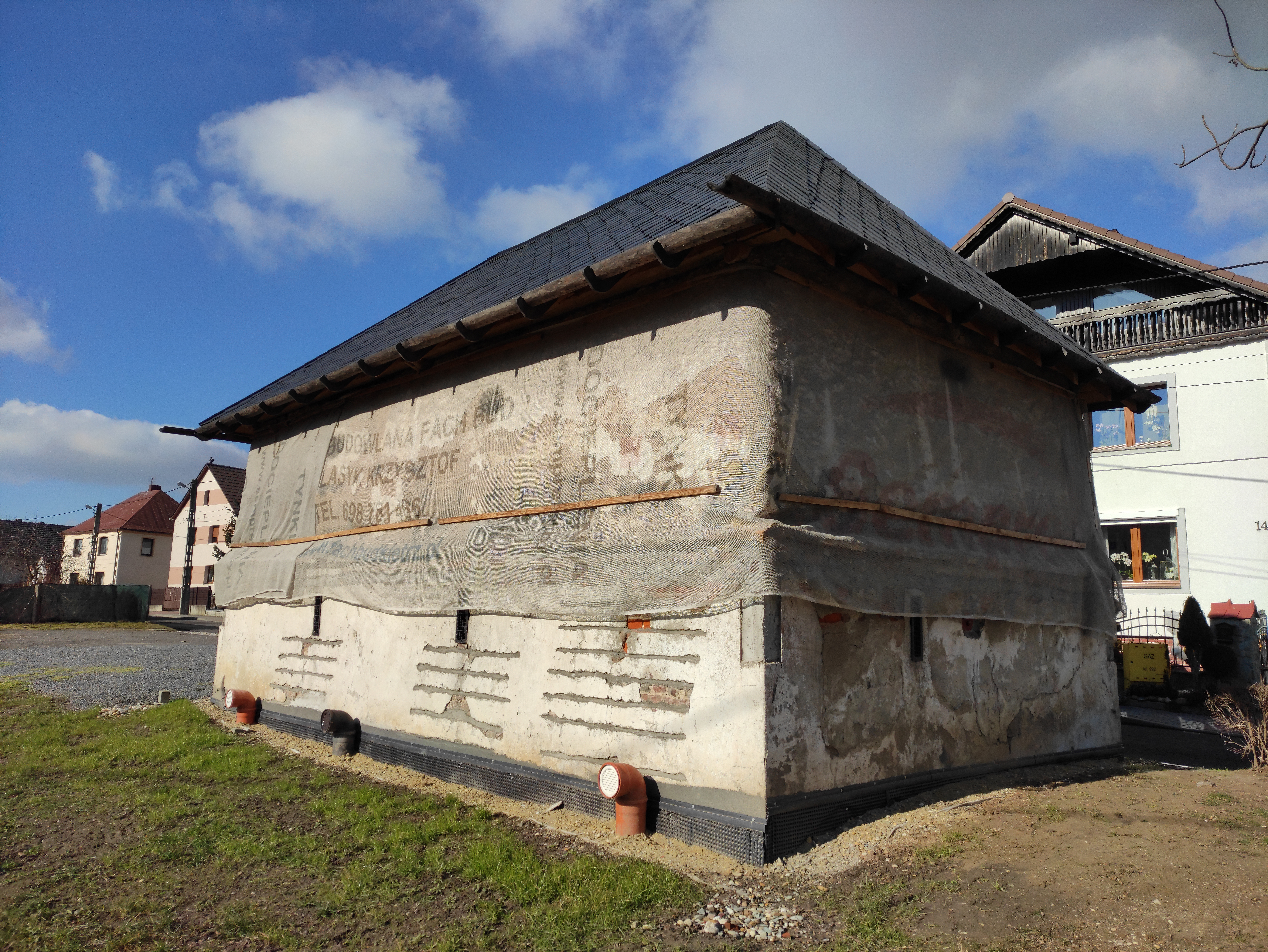
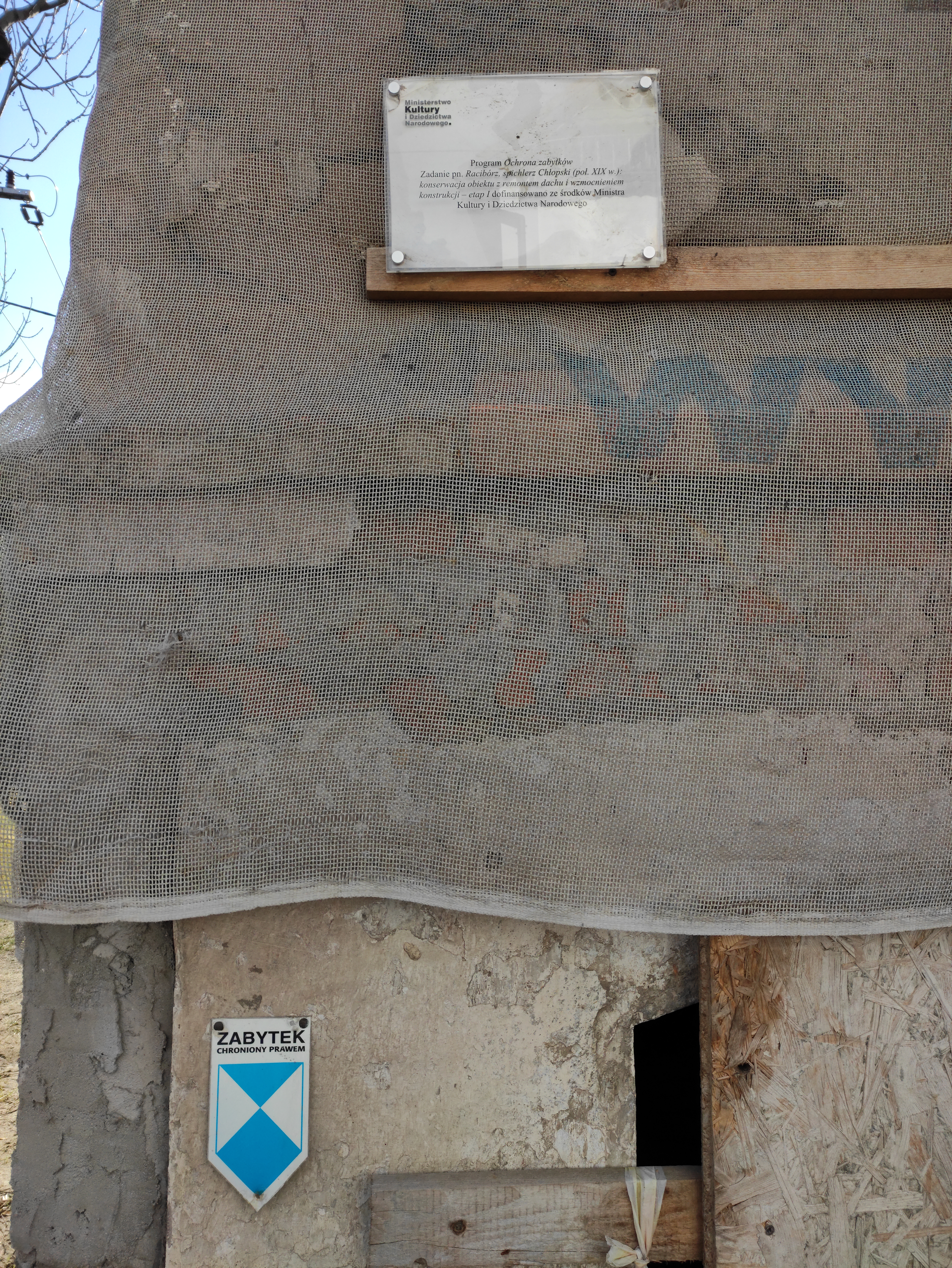
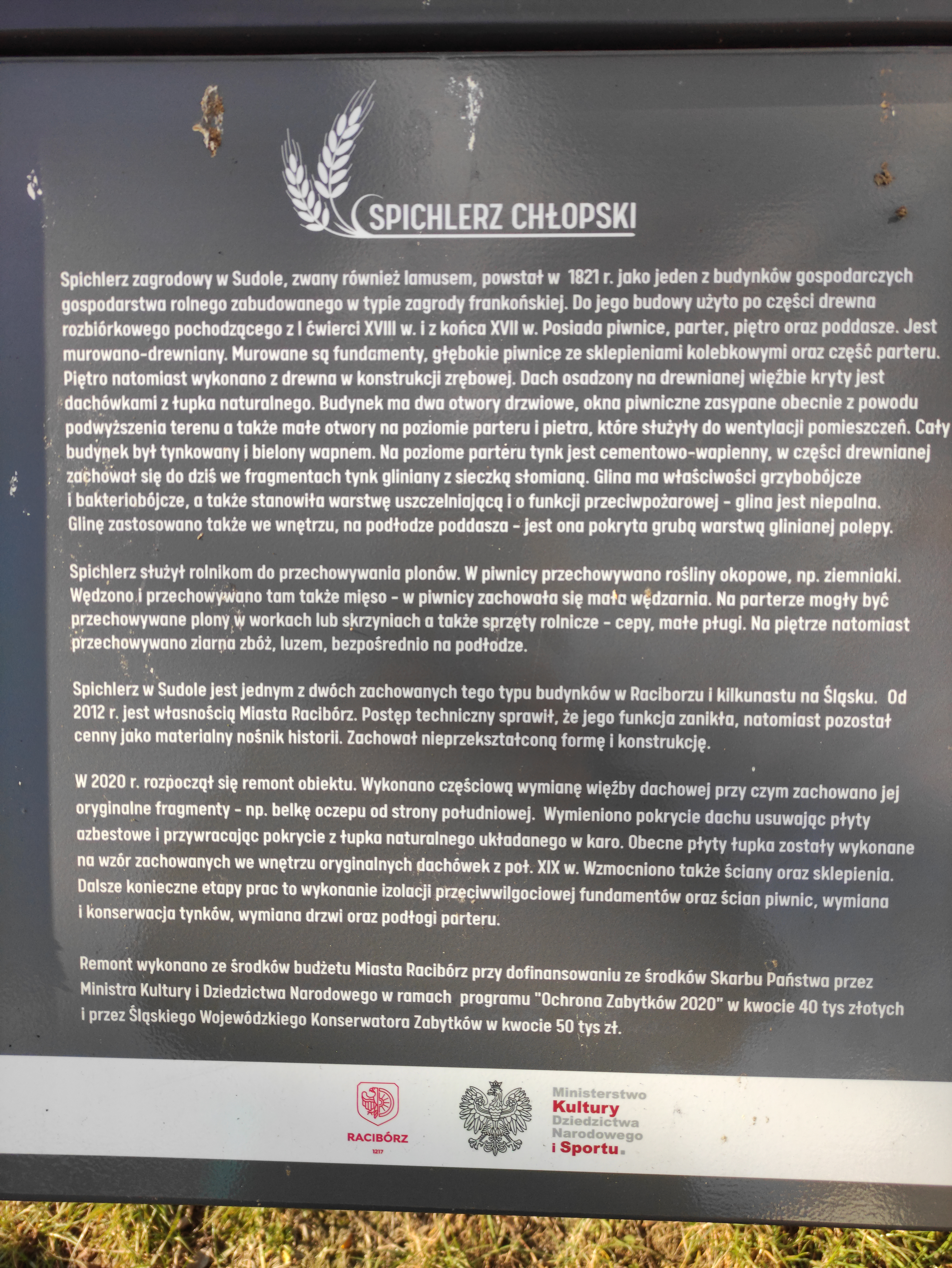